# Autointoxikation
Unter Autointoxikation (Synonym: Autotoxikose) versteht man den seltenen Zustand einer „Selbstvergiftung“ des Körpers mit Krankheitswert. (Etymologie: gr. aut(o) = selbst, eigen; gr. toxos = Gift; lat. intoxicatio = Vergiftung;) durch Substanzen oder Gifte die im eigenen Körper (endogen) gebildet werden. Diese Substanzen sind entweder körpereigene Stoffwechselprodukte oder stammen im Rahmen einer Infektion von Mikroorganismen (insbesondere als Bakterientoxine). Dieser Artikel beschreibt nicht die Selbsttötung (Suizid) oder den entsprechenden Versuch dazu durch eine bewusst eingeleitete Vergiftung.
Prinzipiell muss zwischen einem vermehrten Anfall derartiger Substanzen bei und/oder der verminderten Entfernung aus dem Körper bei bestimmten Krankheiten unterschieden werden.
Auch eine Azidose oder Alkalose kann in einem erweiterten Sinne als eine Autointoxikation verstanden werden.
Mitunter wird von Befürwortern der Colon-Hydro-Therapie (CHT) eine mögliche Autotoxikose durch eine mögliche mangelhafte Darmentgiftung bzw. intestinale Autointoxikation nahegelegt. 
Im 19. Jahrhundert gab es Vermutungen über autotoxische Vorgänge als Ursachen für eine große Anzahl an Erkrankungen.

## Entstehungsmechanismen
Der Körper produziert laufend Stoffwechselprodukte, die auf verschiedenen Wegen den Körper jedoch wieder verlassen (Entgiftung / Eliminierung). Nur im Rahmen von bestimmten Erkrankungen können die Konzentrationen Werte erreichen, um Symptome oder weitere Schäden hervorzurufen. 

## Krankheiten, bei denen es zu einer Autointoxikation kommen kann
- Erkrankungen der Niere: Urämie bei schwerer Niereninsuffizienz,
- Erkrankungen der Leber: durch ein Leberversagen kann es zu Vergiftungserscheinungen kommen. Ursache können Hepatitiden sein. Gefürchtet ist das Leberkoma als Folge von derartigen Vergiftungserscheinungen. Ein Beispiel ist auch die Neugeborenengelbsucht.
- Stoffwechselerkrankungen: Azetonämie bei Diabetes mellitus (Zuckerkrankheit).
- Verbrennungen: auch bei Verbrennungen kann es zu einer Autointoxikation kommen.

Diese Erkrankungen können dazu führen, dass eine geregelte Ausscheidung von Stoffwechselprodukten oder Bakterientoxinen nicht erfolgt oder abnorme Konzentrationen dieser Substanzen entstehen können.